# Седми крсташки рат
Седми крсташки рат вођен је у периоду од 1248. до 1254. године. Предводио га је француски краљ Луј IX. Његова армија била је најмодернија и технички најопремљенија. Крсташи 1249. године освајају Дамијету и покрећу поход на Египат. Након битке код Мансураха Луј пада у заробљеништво. Тиме је поход завршен, а Луј се избавио плаћањем великог откупа. 

## Увод
Фридрих II, немачки цар је споразумом са ал Камилом од 29. фебруара 1229. годинедобио Јерусалим без борбе. Малик ел Камилу је то донело велике неприлике; међу муслиманима је називан издајником ислама. Ипак, Камил није желео да прекине пријатељство са немачким царем тако да Јерусалим остаје у хришћанским рукама током целе његове владавине. Након Камилове смрти (1238) кратко влада ал Адил II. Он умире 1240. године, а на престо долази Салих Најм ал Дин Ејуб. Дана 17. октобра 1244. муслимани наносе крсташима пораз код Форбије. Муслиманску војску предводио је некадашњи монголски роб Ејбак. Највеће губитке имали су витешки редови: Темплари, Хоспиталци и Тевтонци. Након ове победе муслимани неометано улазе у Јерусалим.

## Покретање
Баш у време пада Јерусалима, француски краљ Луј IX је био тешко болестан. Краљу је било толико лоше да је једна од његових сeстара мислећи да је мртав хтела да му прекрије лице, а онда су је зауставили. Краљ је током болести изгубио моћ говора. Временом се његово стање чудесно побољшало. Чим се опоравио, затражио је да му пруже крст. Потом га је прикачио за одећу.

## Организовање новог похода
До проглашења Седмог похода дошло је на сабору у Лиону (јул 1245) сазваном како би папа Иноћентије IV поново (по четврти пут) екскомуницирао Фридриха II. Тамо је проглашен нови поход. Због екскомуникације Фридриха, витезови Енглеске, Немачке и осталих германских земаља остали су по страни. Луј је желео да крсташке ратове врати првобитним принципима. Био је свестан да је једино Први крсташки рат испунио свој циљ, а веровао је да је то због тога што хришћани нису склапали никакве споразуме са муслиманима. Фридрих шаље писмо упозорења своме пријатељу, султану Ејубу, упозоравајући га на нови поход. 
Четири године трајала је припрема крсташке војске. Луј је саградио флоту са великим бројем бродова. У оквиру војске се налазило мноштво инжењера, градитеља мостова и друге техничке струке. Због тога се овај поход назива и Инжењерски крсташки рат. На Кипар је допремљена велика количина хране. Била је то технички најмодернија и најопремљенија војска која је икада из Европе кренула у Свету земљу. 

## Освајање Дамијете
Дана 28. августа 1248. флота је кренула. На Кипар стиже 18. септембра. Уз краља Луја ту су били и краљица Маргарета од Привансе и два краљева брата: Роберт I од Артоа и Карло I Анжујски. На Кипру су крсташи провели зиму и маја 1249. године крећу са Кипра ка Дамијети. Крсташи су је освојили без икаквих проблема. Вест о овој лакој крсташкој победи улила је велики страх у муслимане. Египатски султан, као и Камил пре њега, понудио је крсташима Јерусалим без борбе уз услов да крсташи напусте Египат. Сходно својој теорији о непреговарању са муслиманима, Луј одбија понуду.

## Битка код Мансураха
Дана 20. новембра крсташи настављају са продором и крећу ка Мансураху. Требаће им месец дана да стигну тамо. Дана 23. новембра умире султан Ејуб. Власт преузима његова жена Шајар ал Дур у ишчекивању сина Тураншаха да се врати из Месопотамије.
Мансурах је имао незгодан положај – ушће Нила и Таниса. Турци су чекали на другој страни обале и био је проблем како прећи реку. У почетку Луј се укопао у ровове и почео градити мостове. Међутим, муслимани су своју страну обале стално поткопавали. Када му је то досадило, Луј се одлучио за један јачи напад. Прелаз војске преко плићака кога им је показао неки мештанин започео је 8. фебруара 1250. године. Напад је кренуо из групације коју је предводио Роберт I од Артоа. Уз њега су били и Темплари. Њихов задатак био је да обезбеде војсци сигуран прелазак преко реке. 
Сматрајући да је Мансурах лак плен, Роберт је одлучио да сам нападне не чекајући главнину. Муслимани у паници напуштају логор. У том моменту на сцену ступају Мамелуци под Ејбаком. Било им је јасно да су крсташи малобројни. Ејбак је опколио крсташку војску и готово их све поклао (сем петорице). Погинуо је и Роберт. Темплари су изгубили 280 људи. 

## Повлачење Луја
Ејбак потом напада главнину. Део се налазио на реци, а остали на обе обале. Краљ Луј је издржао напад, а Ејбак се повлачи и утврђује у Мансураху. Одатле је организовао одбрану и 11. фебруара смогао снаге да изврши директан напад на крсташе. Крсташи су га одбили, али је неколико лешева упало у воду и затровало је. Избила је зараза у логору па се Луј априла 1250. године повлачи. Приликом повлачења се разболео и пао у заробљеништво. Збуњени крсташи извршавају предају целокупне армије. 
Према мировном споразуму Луј је имао да плати муслиманима данак од око милион златних дуката. Чим је исплатио свој откуп, Луј је предао Дамијету (6. мај 1250). Потом је отпловио за Акру. У Дамијети је остало мноштво крсташа за које није имао ко да плати откуп. Они су немилосрдно поклани.

## Друга фаза и крај рата
Наредне две године Луј није провео беспослен. Утврдио је многе крсташке градове: Јафу, Цезареју, Акру и Сидон. Због тога је овај поход и назван инжењерским. Са Египтом је склопио примирје на 15 година. 
Дана 6. маја 1253. године Дамаск напада Јафу. Крсташи одбијају напад и из Сидона узвраћују Дамаску, али је једина последица овог безглавог јуриша 1200 изгинулих. Луј се преселио у Сидон, а потом је решио да се врати у Француску. Дана 15. априла 1254. године Луј се у Акри укрцао на брод. Много година касније, Луј ће организовати још један крсташки поход из кога се у Француску неће више жив вратити. 